# Cinderella-asztrild
A Cinderella-asztrild vagy hamuszürke asztrild (Estrilda thomensis) a madarak osztályának verébalakúak (Passeriformes) rendjébe, ezen belül a díszpintyfélék (Estrildidae) családjába tartozó faj.

## Rendszerezése
A fajt Jose Augusto de Sousa írta le 1888-ban. Sorolták a Glaucestrilda nembe Glaucestrilda thomensis néven is.

## Előfordulása
Dél-Afrika nyugati részén, Angola és Namíbia területén honos. Természetes élőhelyei a szubtrópusi vagy trópusi cserjések és szavannák. Állandó, nem vonuló faj.

## Megjelenése
Átlagos testhossza 11 centiméter, a nemek hasonlóak. A vörösfarkú asztrildhozhoz hasonló. Ennél a fajnál a fekete szín, a vörös színnel együtt, faroktollakon túl az oldalak alsó részére is kiterjed.

## Természetvédelmi helyzete
Az elterjedési területe nagy, egyedszáma viszont csökken, de még nem éri el a kritikus szintet. A Természetvédelmi Világszövetség Vörös listáján nem fenyegetett fajként szerepel.